# Acidurie 3-méthylglutaconique type 3
L'acidurie 3-méthylglutaconique type 3 se manifeste par une atrophie du nerf optique et/ou des mouvements de type choréo-athétosique apparaissant avant l'âge de 10 ans. L'atrophie du nerf optique entraîne une diminution de la vision les premières années de vie, quelquefois associée à un nystagmus horizontal.
La chorée entraine une limitation de la déambulation imposant la chaise roulante. La maladie s'aggrave rarement de spasticitè, de troubles ataxiques et d'un léger retard mental.
L'augmentation urinaire de la 3-méthylglutaconate et de la 3-méthylglutarique est un bon examen de dépistage.
Il existe 4 formes majeures d'acidurie 3-méthylglutaconique, le type I, II, III et IV.

## Sources
- (en) Meral Gunay-Aygun, William A Gahl, Yair Anikster, 3-Methylglutaconic Aciduria Type 3 In : GeneReviews at GeneTests: Medical Genetics Information Resource (database online). Copyright, University of Washington, Seattle. 1997-2005. genetests.org.